# Aphaerema
Aphaerema es un género con una especies de plantas  perteneciente a la familia Salicaceae. 
Su única especie, Aphaerema spicata, es considerada una sinonimia de Abatia angeliana